# Cory Riverside Energy
Cory Riverside Energy — британская компания, которая с 2011 года осуществляет утилизацию отходов в лондонском округе Бексли. Она собирает мусор на баржах на речных причалах и сжигает его на мусоросжигательном заводе в Бельведере (Лондон).

## Расположение
Завод находится недалеко от месторасположения бывшей тепловой электростанции Belvedere Power Station, которая была выведена из эксплуатации в 1980-х годах; в настоящее время на её месте находится индустриальный парк Isis Reach площадью 60 акров (240 000 м²). Завод, перерабатывающий вдвое больше отходов, был первоначально предложен компанией Cory Environmental.

## История
Лондонский городской совет Бексли вместе с Кеном Ливингстоном, мэром Лондона, попытались заблокировать планы строительства мусоросжигательного завода, добившись судебного пересмотра проекта. 4 января 2007 года судья отклонил иск, и было получено разрешение на строительство мусоросжигательного завода в течение следующих трёх лет. Совет Бексли и Кен Ливингстон вновь оспорили строительство мусоросжигательного завода на том основании, что он не является энергоэффективным, поскольку не использует отработанное тепло процесса сжигания.
В июне 2006 года, несмотря на широкую оппозицию среди местного населения, Министерство торговли и промышленности выдало разрешение на начало строительства объекта.В феврале 2007 года Совет Бексли и мэр Лондона вновь добились предотвращения строительства мусоросжигательного завода Riverside Resource Recovery ERF в Высоком суде Лондона. Акции компании Costain Group резко упали в ноябре 2010 года, когда AE&E задержала выплаты в размере 22 миллионов фунтов стерлингов, причитающихся за строительство данного объекта.
Завод был запущен в 2011 году и официально открыт в 2012 году. В 2018 году компания была куплена консорциумом, в который входили Dalmore Capital и Semperian, за 1,5 млрд фунтов стерлингов.
В 2019 году было проведено общественное расследование по поводу предлагаемой второй мусоросжигательной печи на заводе. По имеющимся данным, компания Cory работала с Советом Бексли над предложениями по созданию системы утилизации тепла для домов

## Функционирование
Завод перерабатывает отходы, поступающие от Управления по утилизации отходов Западного Риверсайда и других местных органов власти, его мощность составляет 575 000 тонн отходов в год. Отходы доставляются на завод на речных баржах из Уондсворта, Баттерси, Уолбрук-Уорфа и Нортумберленд-Уорфа по Темзе. Завод может перерабатывать 585 000 тонн отходов в год и производить до 60 МВт электроэнергии для Национальной сети Великобритании. Очистка дымовых газов осуществляется путём впрыска аммиака для снижения оксидов азота, гидроксида кальция для нейтрализации кислот, активированного угля для адсорбции тяжёлых металлов, диоксинов и фурана, а также тканевых фильтров для улавливания аэрозольных загрязнений